# Fração contínua
Um número pode ser representado de várias maneiras. Por exemplo, o número 0,5 também pode ser escrito na forma {\displaystyle {\frac {1}{2}}}, bem como {\displaystyle {\frac {5}{10}}}. A escolha da melhor representação irá depender de como o número será utilizado ou de quais operações serão realizadas.
Uma fração continuada, também chamada fração contínua é uma forma importante de representar números reais. Em geral, uma fração continuada é uma expressão da forma
{\displaystyle a_{0}+{\frac {b_{1}}{a_{1}+{\frac {b_{2}}{a_{2}+{\frac {b_{3}}{a_{3}+\cdots }}}}}}}, em que o primeiro termo, {\displaystyle a_{0}}, é um número inteiro e os demais números {\displaystyle a_{1},a_{2},\ldots ,b_{1},b_{2},\ldots ,} são números inteiros positivos.

## Frações Continuadas Simples
Frações continuadas simples são expressões da forma {\displaystyle a_{0}+{\frac {1}{a_{1}+{\frac {1}{a_{2}+{\frac {1}{a_{3}+{\frac {1}{\ddots }}}}}}}}}, em que todos os números {\displaystyle b_{j}} são iguais a 1. Uma expressão da forma {\displaystyle a_{0}+{\frac {1}{a_{1}+{\frac {1}{a_{2}+{\frac {1}{\ddots +{\frac {1}{a_{n}}}}}}}}}} é uma fração continuada simples finita. Tais expressões podem ser denotadas respectivamente por {\displaystyle [a_{0};a_{1},a_{2},a_{3},\ldots ]} e {\displaystyle [a_{0};a_{1},a_{2},\ldots ,a_{n}]}. Observe que o termo {\displaystyle a_{0}} é separado por ponto e vírgula para evidenciar a parte inteira do número representado.
Exemplos:
{\displaystyle {\frac {10}{7}}=1+{\frac {3}{7}}=1+{\frac {1}{\frac {7}{3}}}=1+{\frac {1}{2+{\frac {1}{3}}}}=[1;2,3]}
{\displaystyle -{\frac {18}{5}}=-4+{\frac {2}{5}}=-4+{\frac {1}{\frac {5}{2}}}=-4+{\frac {1}{2+{\frac {1}{2}}}}=[-4;2,2]}
Neste último exemplo, note que -4 é o maior inteiro que é menor do que -18/5.
Frações continuadas têm muitas propriedades relacionadas ao Algoritmo de Euclides para o cálculo do máximo divisor comum (MDC) entre dois números inteiros.
Vejamos um exemplo mais detalhado: a representação do número {\displaystyle {\frac {344}{77}}} na forma de fração continuada.
Usando-se o algoritmo da divisão, obtém-se {\displaystyle 344=4\times 77+36}. Logo,
{\displaystyle {\frac {344}{77}}=4+{\frac {36}{77}}}.
A fração ao lado direito da expressão anterior é uma fração própria e tem numerador diferente de 1. É possível escrevê-la na forma
{\displaystyle {\frac {1}{\frac {77}{36}}}}. Com isso, obtém-se a expressão {\displaystyle {\frac {344}{77}}=4+{\frac {36}{77}}=4+{\frac {1}{\frac {77}{36}}}}.
A divisão de 77 por 36 resulta no quociente 2 e resto 5. Logo, {\displaystyle {\frac {77}{36}}=2+{\frac {5}{36}}=2+{\frac {1}{\frac {36}{5}}}}.
Procedendo-se dessa forma até que a última fração tenha numerador igual a 1, chega-se ao seguinte resultado:
{\displaystyle {\frac {344}{77}}=4+{\frac {36}{77}}=4+{\frac {1}{\frac {77}{36}}}=4+{\frac {1}{2+{\frac {1}{\frac {36}{5}}}}}=4+{\frac {1}{2+{\frac {1}{7+{\frac {1}{5}}}}}}}.
Observa-se que não há como ir além desse resultado pois, ao se escrever a última fração na forma {\displaystyle {\frac {1}{\frac {5}{1}}}}, chega-se à divisão de 5 por 1 cujo resto é igual a 0. Portanto o cálculo termina. Assim, a representação do número {\displaystyle {\frac {344}{77}}} na forma de fração continuada é finita e   pode ser escrita de forma abreviada como [4; 2, 7, 5].
É interessante observar que a representação decimal do número {\displaystyle {\frac {344}{77}}} é infinita, a saber, a dízima periódica 4,4675324675324... enquanto que a representação na forma de fração continuada é finita.
É fácil perceber que toda fração continuada finita representa um número racional. Reciprocamente, todo número racional pode ser escrito na forma de uma fração continuada finita.
Portanto, toda fração continuada infinita é uma representação de um número irracional.

### Frações Continuadas Simples Infinitas
É conveniente denotar repetições periódicas da forma {\displaystyle [a_{0};a_{1},a_{2},r,s,r,s,\ldots ]}
por {\displaystyle [a_{0};a_{1},a_{2},{\overline {r,s}}]}.
Exemplo. Vamos verificar que {\displaystyle [2;2,2,2,\ldots ]=[2;{\overline {2}}\,]={\sqrt {2}}+1}. De fato, como
{\displaystyle ({\sqrt {2}}+1)\cdot ({\sqrt {2}}-1)=1}, podemos escrever, {\displaystyle {\sqrt {2}}-1={\frac {1}{{\sqrt {2}}+1}}}
Também são verdadeiras as igualdades
{\displaystyle {\sqrt {2}}+1={\sqrt {2}}+(2-1)=2+({\sqrt {2}}-1)}.
Pode-se concluir que
{\displaystyle {\sqrt {2}}+1=2+{\frac {1}{{\sqrt {2}}+1}}}
A aplicação sucessiva da última igualdade no denominador da fração obtida anteriormente, leva à seguinte expressão:
{\displaystyle {\sqrt {2}}+1=2+{\frac {1}{{\sqrt {2}}+1}}=2+{\frac {1}{2+{\frac {1}{{\sqrt {2}}+1}}}}=2+{\frac {1}{2+{\frac {1}{2+{\frac {1}{{\sqrt {2}}+1}}}}}}=\ldots =2+{\frac {1}{2+{\frac {1}{2+{\frac {1}{2+\ldots }}}}}}}
O processo acima necessita de alguma verificação mais rigorosa, já que, por ser um processo infinito, não é garantido que o limite criado no lado direito da igualdade existe.
É interessante observar que, se conhecêssemos apenas o lado direito da expressão acima e soubéssemos que o limite existe, poderíamos escrever:
{\displaystyle x=2+{\frac {1}{2+{\frac {1}{2+{\frac {1}{2+\ldots }}}}}}\iff x-2={\frac {1}{2+{\frac {1}{2+{\frac {1}{2+\ldots }}}}}}={\frac {1}{x}}\iff (x-2)x=1\iff x^{2}-2x-1=0}
Como {\displaystyle x} é um número positivo, concluímos que {\displaystyle x=1+{\sqrt {2}}}.
Os exemplos acima devem motivar a estudar melhor a existência dos limites necessários para se concluir os resultados e garantir que as igualdades acima estão corretas.

## Frações Parciais
Se {\displaystyle x=[a_{0};a_{1},a_{2},\ldots ]}, chamamos de  convergentes ou frações parciais a sequência de números
racionais {\displaystyle c_{0},c_{1},c_{2},\ldots } dados por:
{\displaystyle c_{0}=a_{0},c_{1}=a_{0}+{\frac {1}{a_{1}}},c_{2}=a_{0}+{\frac {1}{a_{1}+{\frac {1}{a_{2}}}}},\cdots ,c_{n}=a_{0}+{\frac {1}{a_{1}+{\frac {1}{\cdots +{\frac {1}{a_{n}}}}}}},\cdots },
ou seja,
{\displaystyle c_{0}=[a_{0}],c_{1}=[a_{0};a_{1}],c_{2}=[a_{0};a_{1},a_{2}],\cdots ,c_{n}=[a_{0};a_{1},a_{2},\cdots ,a_{n}],\cdots }
A existência do limite da sequência das frações parciais {\displaystyle (c_{n})_{n}} deve ser estudada e estabelecida para que se possa garantir a veracidade das afirmações que envolvem frações continuadas infinitas.
Alguns exemplos:
- O número de ouro, dado por {\displaystyle {\frac {1+{\sqrt {5}}}{2}}} pode ser escrito como a seguinte fração continuada infinita e periódica: {\displaystyle [1;{\overline {1}}\,]}.

Os convergentes do número de ouro são {\displaystyle [1]=1,[1;1]=1+{\frac {1}{1}}=2,[1;1,1]=1+{\frac {1}{1+{\frac {1}{1}}}}={\frac {3}{2}},[1;1,1,1]={\frac {5}{3}},[1;1,1,1,1]={\frac {8}{5}},[1;1,1,1,1,1]={\frac {13}{8}},\cdots }
É interessante observar que tanto os numeradores quanto os denominadores das frações parciais do número de ouro {\displaystyle ({\frac {1}{1}},{\frac {2}{1}},{\frac {3}{2}},{\frac {5}{3}},{\frac {8}{5}},{\frac {13}{8}},\ldots )}
formam a sequência de Fibonacci
{\displaystyle 1,1,2,3,5,8,13,21,34,55,\cdots }
- {\displaystyle {\sqrt {3}}=[1;1,2,1,2,1,2,\ldots ]=[1;{\overline {1,2}}]}
- {\displaystyle {\sqrt {7}}=[2;1,1,1,4,1,1,1,4,\ldots ]=[2;{\overline {1,1,1,4}}]}

## Contribuições Importantes
Citamos a seguir alguns matemáticos que contribuíram para o desenvolvimento deste assunto.
- Rafael Bombelli (1526 - 1572) sabia (embora não com a notação usada hoje) que

{\displaystyle {\sqrt {13}}=3+{\frac {4}{6+{\frac {4}{6+{\frac {4}{6+\ldots }}}}}}}
- William Brouncker (1620 – 1684) escreveu a expansão

{\displaystyle {\frac {4}{\pi }}=1+{\frac {1}{2+{\frac {9}{2+{\frac {25}{2+{\frac {49}{2+{\frac {81}{2+\ldots }}}}}}}}}}}, que foi uma descoberta muito importante para a história do número {\displaystyle \pi }.
- Leonhard Euler (1707 - 1783) escreveu o primeiro texto abrangente em que

explicava propriedades de frações continuadas. Euler demonstrou que os racionais são escritos como
frações continuadas finitas e provou que a representação dos irracionais na forma de fração continuada é infinita.
É interessante saber que o número {\displaystyle e}, definido por {\displaystyle e=\lim _{n\rightarrow \infty }(1+{\frac {1}{n}})^{n}} cujo valor aproximado é 2,718281... se escreve como
{\displaystyle e=[2;1,2,1,1,4,1,1,6,1,1,8,\cdots ]}
- Johann Heinrich Lambert (1728 – 1777) escreveu a primeira demonstração de que o número {\displaystyle \pi } é irracional, usando frações continuadas para calcular {\displaystyle \tan(x)} da forma

{\displaystyle \tan(x)={\frac {1}{{\frac {1}{x}}-{\frac {1}{{\frac {3}{x}}-{\frac {1}{{\frac {5}{x}}-\cdots }}}}}}}
Lambert usou essa expressão para concluir que se {\displaystyle x} é um número
racional não nulo, então {\displaystyle \tan(x)} não pode ser um número racional. Sendo assim, como {\displaystyle \tan({\frac {\pi }{4}})=1}, então {\displaystyle \pi } não pode ser racional.
- Joseph-Louis Lagrange (1736 – 1813) demonstrou que as raízes irracionais de equações quadráticas têm expansão na forma de fração continuada periódica.

## Exemplos de frações contínuas
Alguns exemplos de frações contínuas:

{\displaystyle {\sqrt {2}}=[1;2,2,2,2,2,2,2,\dots ]}

{\displaystyle {\sqrt {3}}=[1;1,2,1,2,1,2,1,2,\dots ]}

{\displaystyle {\sqrt {5}}=[2;4,4,4,4,4,\dots ]}

{\displaystyle {\sqrt {7}}=[2;1,1,1,4,1,1,1,4,1,1,1,4,\dots ]}

{\displaystyle e=[2;1,2,1,1,4,1,1,6,1,1,8,\dots ]}

{\displaystyle \pi =[3;7,15,1,292,1,1,1,2,\dots ]}

{\displaystyle \phi =[1;1,1,1,1,1,1,1,1,\dots ]}